# أرتمين
الأرتمين‏ (Artemin) هوَ بروتين يُشَفر بواسطة جين Artemin في الإنسان.